# 2013 JU63
2013 JU63 est un objet du disque des objets épars.

## Caractéristiques
2013 JU63 mesure environ 135 kilomètres de diamètre.